# Kent Viberg
Kent Åke Birger Viberg, född 24 mars 1951 på Österlen i Skåne, död 21 januari 2013 i Karlshamn, Blekinge var en svensk skulptör och gallerist.
Kent Viberg hade sin första utställning 1975 på Svaneholms slott utanför Skurup. och ställde bland annat ut med Janne "Loffe" Carlsson och med bildkonstnärerna Bertil Westerlund och Maimo Widesjö.
Kent Viberg skapade världens minsta galleri, i form av en omgjord telefonkiosk med en skulptur i diabas inuti. Minigalleriet ställdes under påskhelgen 2009 ut på Garvaregården i Nymölla, inköptes av Bromölla kommun och placerat på Ifö-torget. Under 2010 och 2011 utförde han flera större skulpturer på Eriksberg Vilt & Natur i Karlshamn. Bland annat ett utemöblemang tillverkat helt diabas med 10 fåtöljer och två bord om totalt 14 ton. Viberg var engagerad i frågor kring konstnärernas villkor i bland annat Svenska Konstnärsförbundet.
Viberg var engagerad i jämställdhetsfrågor. På internationella kvinnodagen 2005 visade han första gången installationen De nihilo nihil ("Av intet blir intet") på Stortorget i Sölvesborg som en kommentar till kvinnors utsatthet inför våld och samhällets brist på förmåga att hjälpa dem. Installation visas varje år på olika platser i landet. Han hade sin ateljé i Matvik i Karlshamn.
Ett av Vibergs mest uppmärksammade verk var när han ställde ut en rondellhund i form av en fransk bulldog som föreställde Lars Vilks.